# Georgius Sabinus
Georgius Sabinus (Schuler) (ur. 23 kwietnia 1508 w Brandenburgu, zm. 2 grudnia 1560 we Frankfurcie nad Odrą) – humanista, filolog, poeta, pierwszy rektor Uniwersytetu Albrechta w Królewcu.
Georg Sabinus kształcił się na Uniwersytecie w Wittenberdze, gdzie poznał Filipa Melanchtona, a w 1536 ożenił się z jego córką Anną (1520-1547). Od 1538 był profesorem poezji i retoryki na uniwersytecie we Frankfurcie nad Odrą. W tym czasie występował jako dyplomata Joachima II, był kilkakrotnie w Polsce i utrzymywał kontakty z Andrzejem Górką.

## W Królewcu
Za namową księcia Albrechta w 1544 przyjechał do Królewca. W marcu 1544 został rektorem szkoły partykularnej, a po jej przekształceniu w uniwersytet od 17 sierpnia 1544 był pierwszym rektorem Uniwersytetu Albrechta w Królewcu. Sabinus zaprojektował herb uniwersytetu przedstawiający księcia Albrechta w rycerskiej zbroi i z mieczem. W statucie uniwersytetu wzorowanym na statucie uniwersytetu w Wittenberdze we wprowadzonych zmianach przewidziano dożywotnie stanowisko rektora dla Sabinusa oraz kary cielesne, także dla profesorów. W wyniku powstałych animozji Sabinus w 1547 musiał ustąpić ze stanowiska rektora. Funkcję rektora pełnił jeszcze w 1552 i 1553. Zgodnie z intencją księcia otaczał opieką studentów polskich, między innymi w latach 1551–1552 Jana Kochanowskiego. Sabinus w 1555 wrócił do Frankfurtu nad Odrą.

## Opracowania
- De nupttis incliti Regis Poloniae Sigismundi Augusti et Elyssae Caesaris Ferdinandii filiae carmen. Wyd. Królewiec 1543. Był to epitalamion z okazji ślubu króla Zygmunta Augusta z cesarzówną Elżbietą.
- De carminibus ad veterum imitationemartificiose componendis, praecepta bona et utilla collecta a clarissimo viro Georgio Sabino. Lipsk 1551.
- Fabularum Ovidii inerpretatio tradita in Academia Regiomontana a Georgio Sabino. Wittenberga 1555, Królewiec 1589.
- Tomik wierszy wydany w Lipsku 1558. Znalazły się w nim trzy listy poetyckie biskupa warmińskiego Dantyszka: Hendecasyllabi ad Gregorium Sabinum.
- Ovidii Metamorphosis seu fabulae poeticae earumque interpretatio ethica, physica et historica Georgii Sabinii. Frankfurt nad Odrą 1589.